# 羽冠大翅蓟
羽冠大翅蓟（学名：Onopordum leptolepis）为菊科大翅蓟属下的一个种。

## 扩展阅读
- 維基物種上的相關：羽冠大翅蓟